# Gunung Mebo
Gunung Mebo är ett berg i Indonesien.   Det ligger i provinsen Papua Barat, i den östra delen av landet, 3 100 km öster om huvudstaden Jakarta. Toppen på Gunung Mebo är 2 690 meter över havet, eller 163 meter över den omgivande terrängen. Bredden vid basen är 1,4 km.
Terrängen runt Gunung Mebo är bergig norrut, men söderut är den kuperad. Runt Gunung Mebo är det mycket glesbefolkat, med 6 invånare per kvadratkilometer. I omgivningarna runt Gunung Mebo växer i huvudsak städsegrön lövskog.